# شهرستان کریون (کارولینای شمالی)
شهرستان کریون، کارولینای شمالی (به انگلیسی: Craven County, North Carolina) یک سکونتگاه مسکونی در ایالات متحده آمریکا است که در کارولینای شمالی واقع شده‌است.

## خصوصیات
شهرستان کریون ۲٬۰۰۴٫۶۶ کیلومترمربع مساحت دارد.